# Krakow (Wisconsin)
Krakow – obszar niemunicypalny (CDP) w USA w stanie Wisconsin. Większość jego obszaru znajduje się na terenie hrabstwa Shawano, a niewielka część w hrabstwie Oconto.
Leży przy autostradzie Wisconsin Highway 32. W 2010 populacja wynosiła 354 mieszkańców.